# Station Czachówek Zachodni
 Czachówek Zachodni  is een spoorwegstation in de Poolse plaats Czachówek.